# Цьосанець (Великопольське воєводство)
Цьосанець (пол. Ciosaniec, нім. Hasenfier) — село в Польщі, у гміні Оконек Злотовського повіту Великопольського воєводства.
Населення — 426 осіб (2011).
У 1975-1998 роках село належало до Пільського воєводства.

## Демографія
Демографічна структура станом на 31 березня 2011 року:
|          | Загалом | Допрацездатний вік | Працездатний вік | Постпрацездатний вік |
| -------- | ------- | ------------------ | ---------------- | -------------------- |
| Чоловіки | 223     | 40                 | 158              | 25                   |
| Жінки    | 203     | 48                 | 113              | 42                   |
| Разом    | 426     | 88                 | 271              | 67                   |